# Diplusodon capitalensis
Diplusodon capitalensis är en fackelblomsväxtart som beskrevs av T.B.Cavalc.. Diplusodon capitalensis ingår i släktet Diplusodon och familjen fackelblomsväxter. Inga underarter finns listade i Catalogue of Life.